# Niemysłów (gromada)
Niemysłów – dawna gromada.
Gromadę Niemysłów siedzibą GRN w Niemysłowie utworzono w powiecie tureckim w woj. poznańskim, na mocy uchwały nr 39/54 WRN w Poznaniu z dnia 5 października 1954. W skład jednostki weszły obszary dotychczasowych gromad Antonina, Lubiszewice, Niemysłów i Wola Pomianowa ze zniesionej gminy Pęczniew oraz obszary dotychczasowych gromad Krempa i Dzierżązna ze zniesionej gminy Niewiesz w tymże powiecie. Dla gromady ustalono 14 członków gromadzkiej rady narodowej.
1 stycznia 1956 gromada weszła w skład nowo utworzonego powiatu poddębickiego w woj. łódzkim.
31 grudnia 1959 z gromady Niemysłów wyłączono wieś i kolonię Wola Pomianowa włączając je do gromady Drużbin; do gromady Niemysłów przyłączono natomiast wieś i parcelę Księże Młyny ze zniesionej gromady Siedlątków.
Gromada przetrwała do końca 1972 roku, czyli do kolejnej reformy gminnej. 